# Montañas Chimanimani

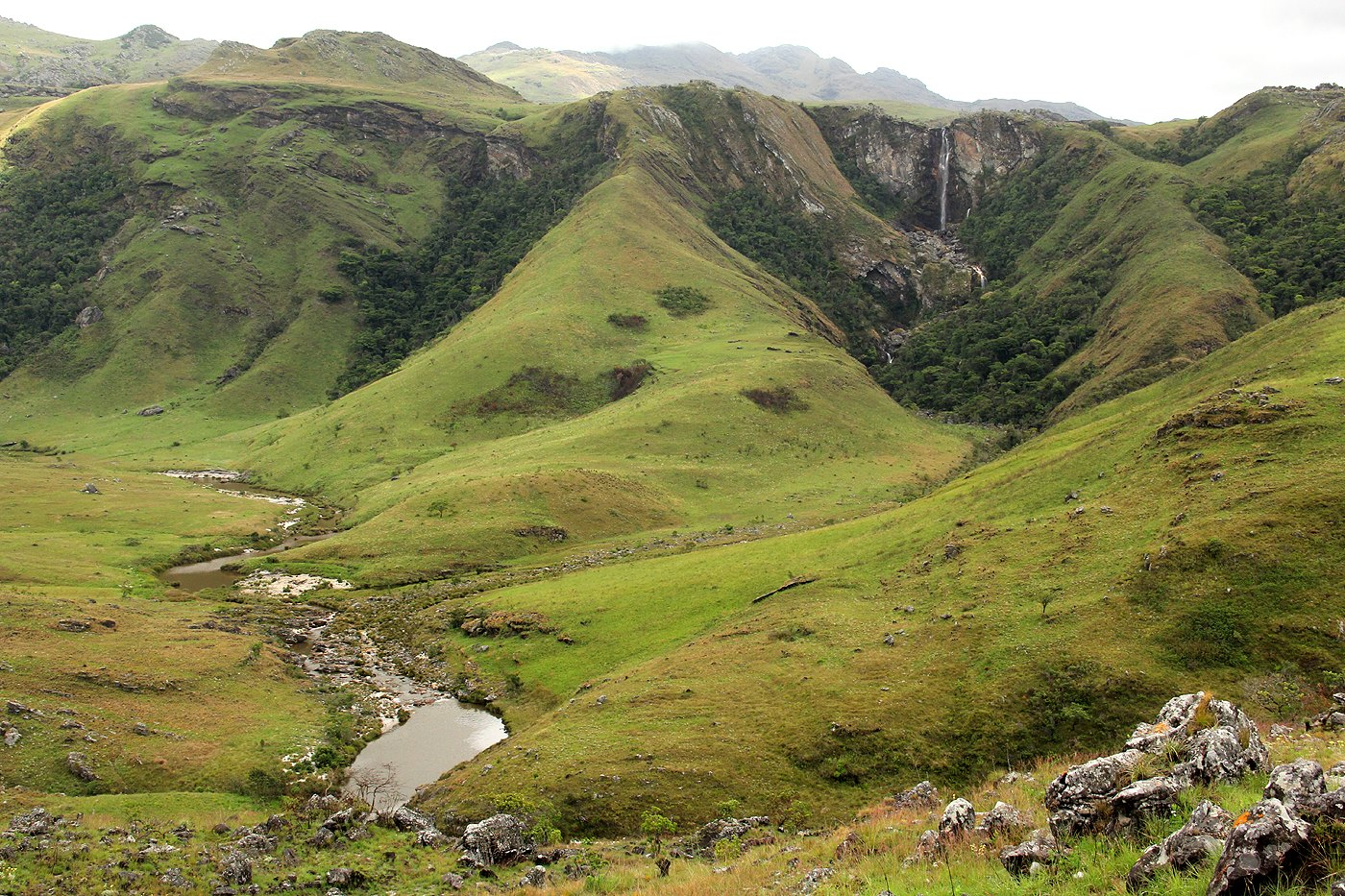
Cascadas de Tucker en las montañas Chimanimani, de Mozambique

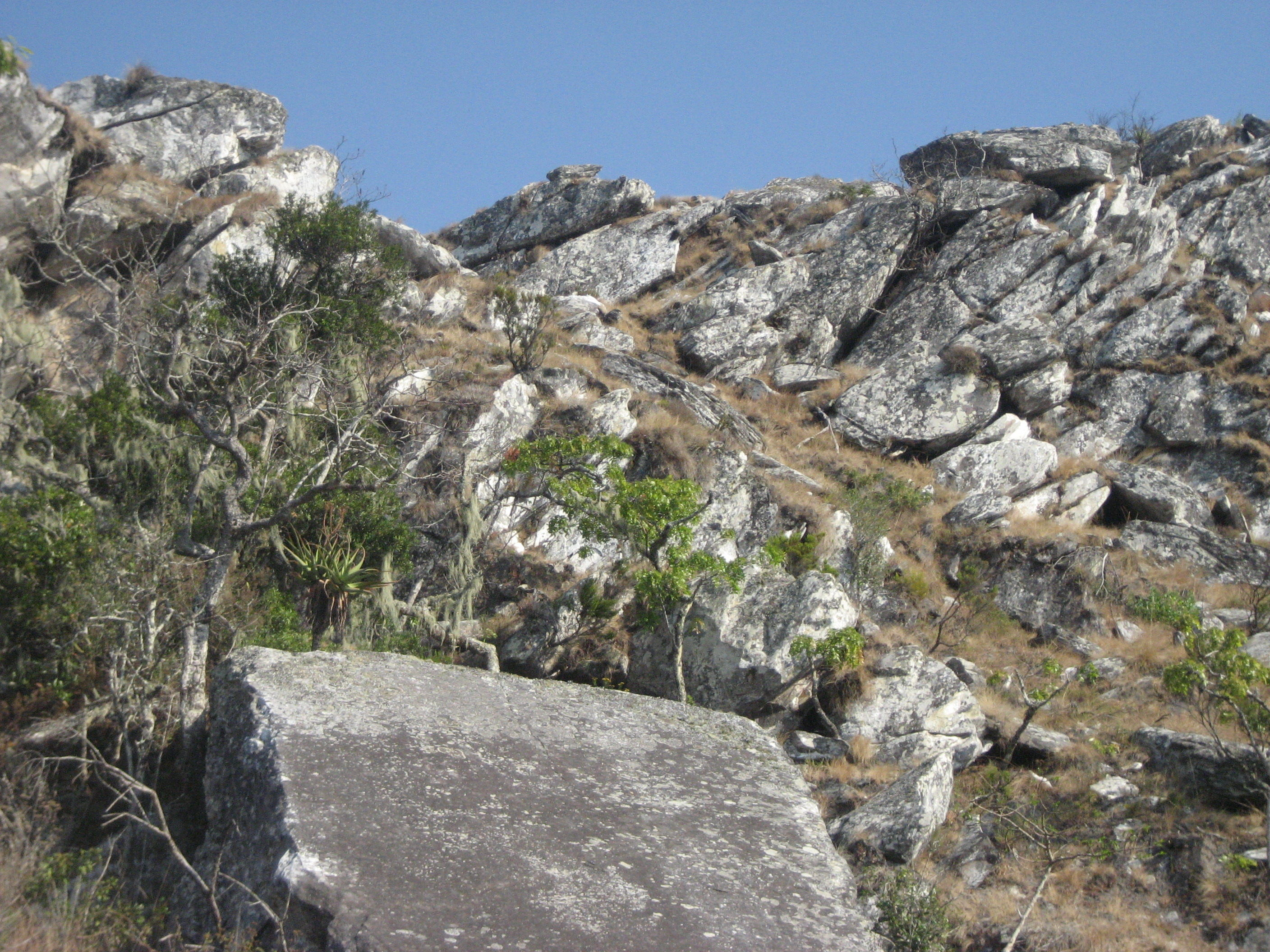
Paisaje de Chimanimani

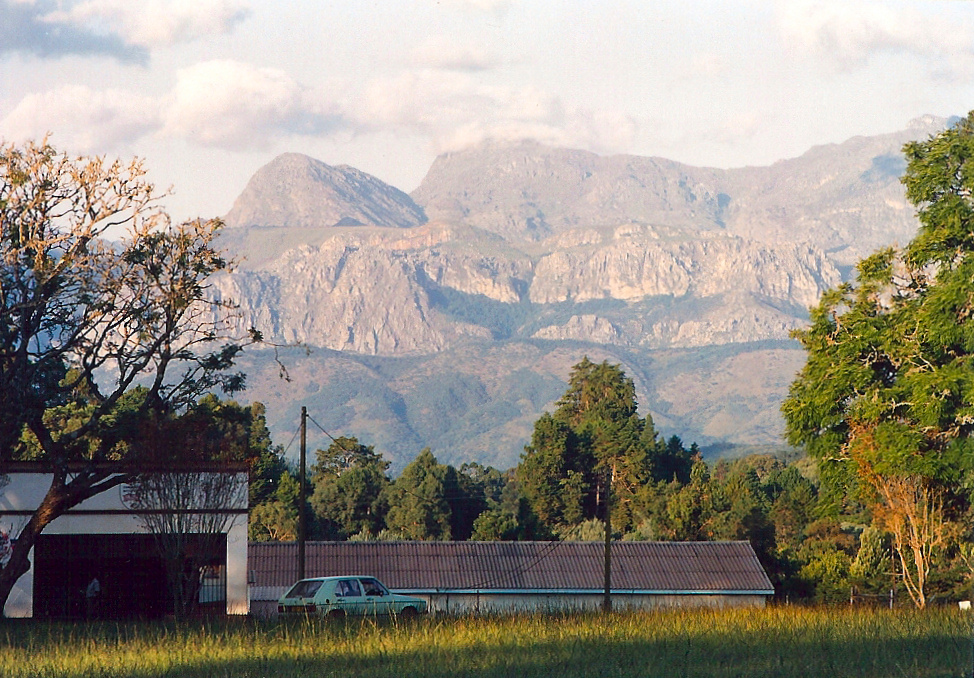
Paisaje de Chimanimani en Zimbabue

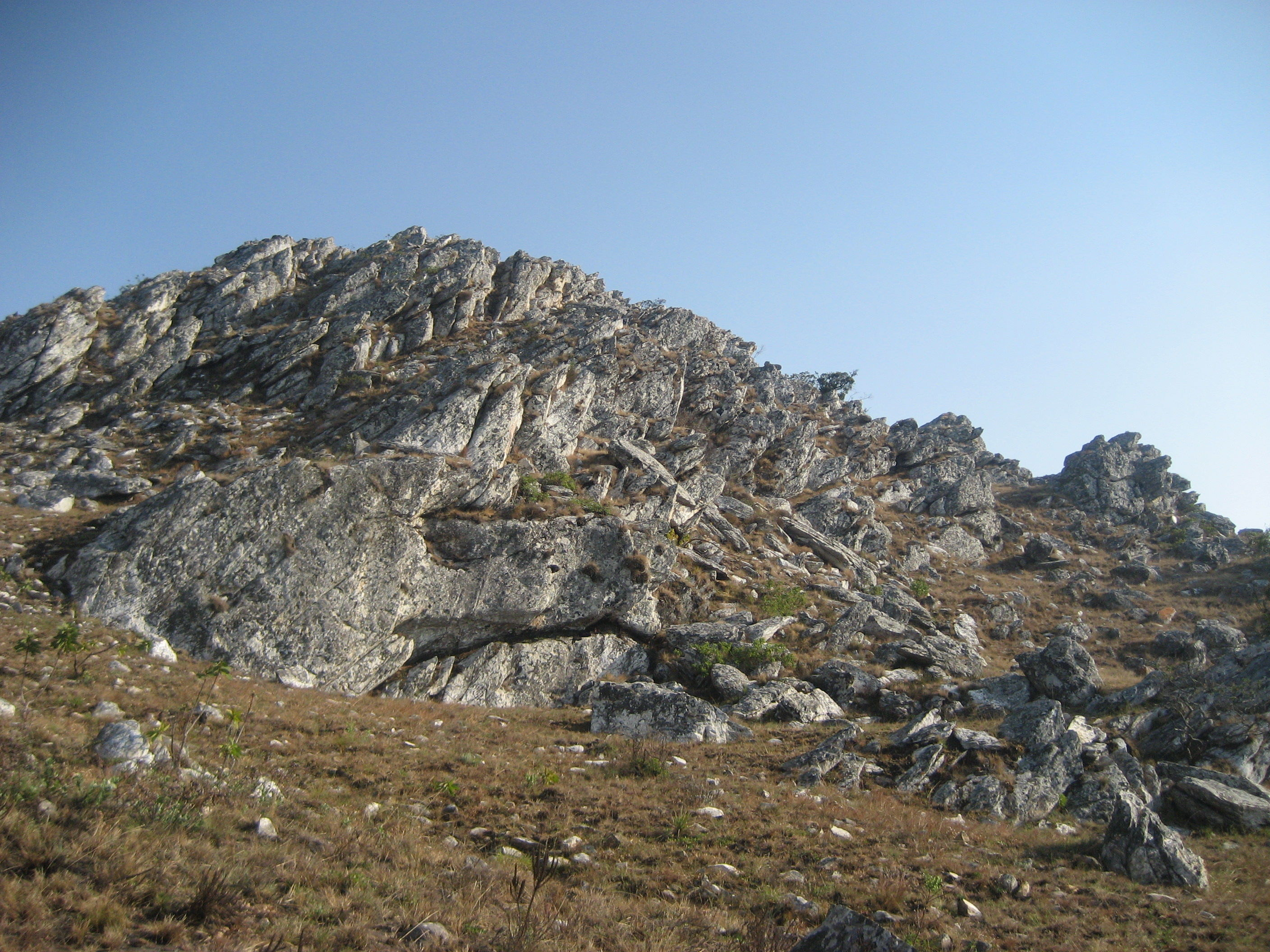
Chimanimani

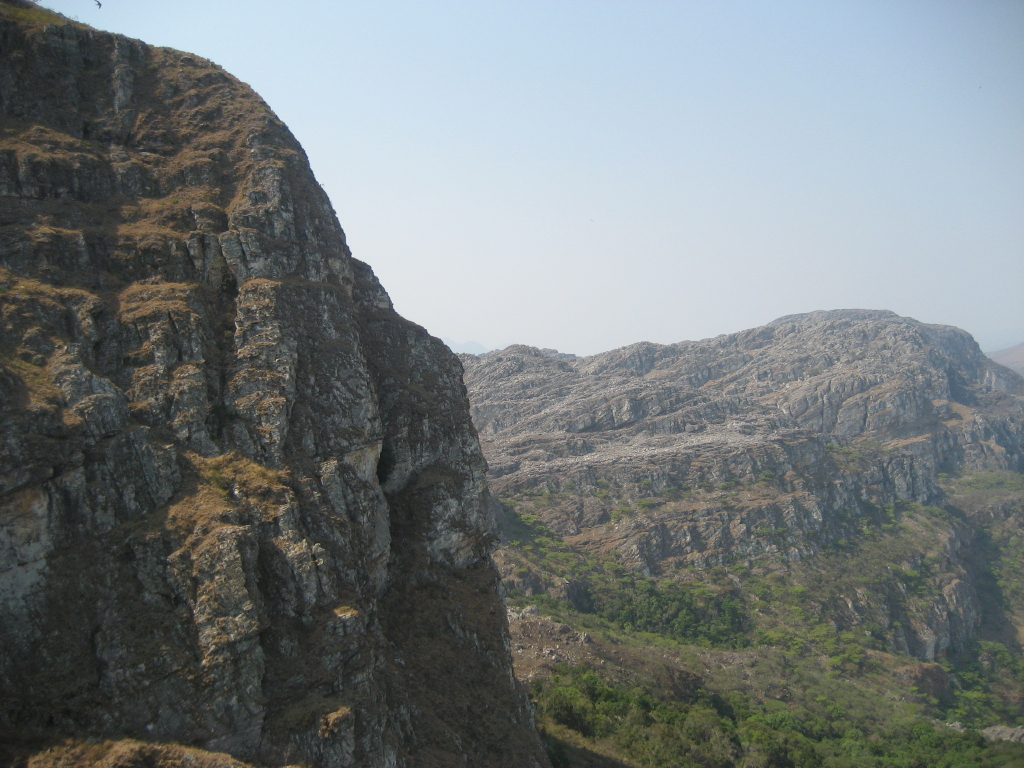
Chimanimani

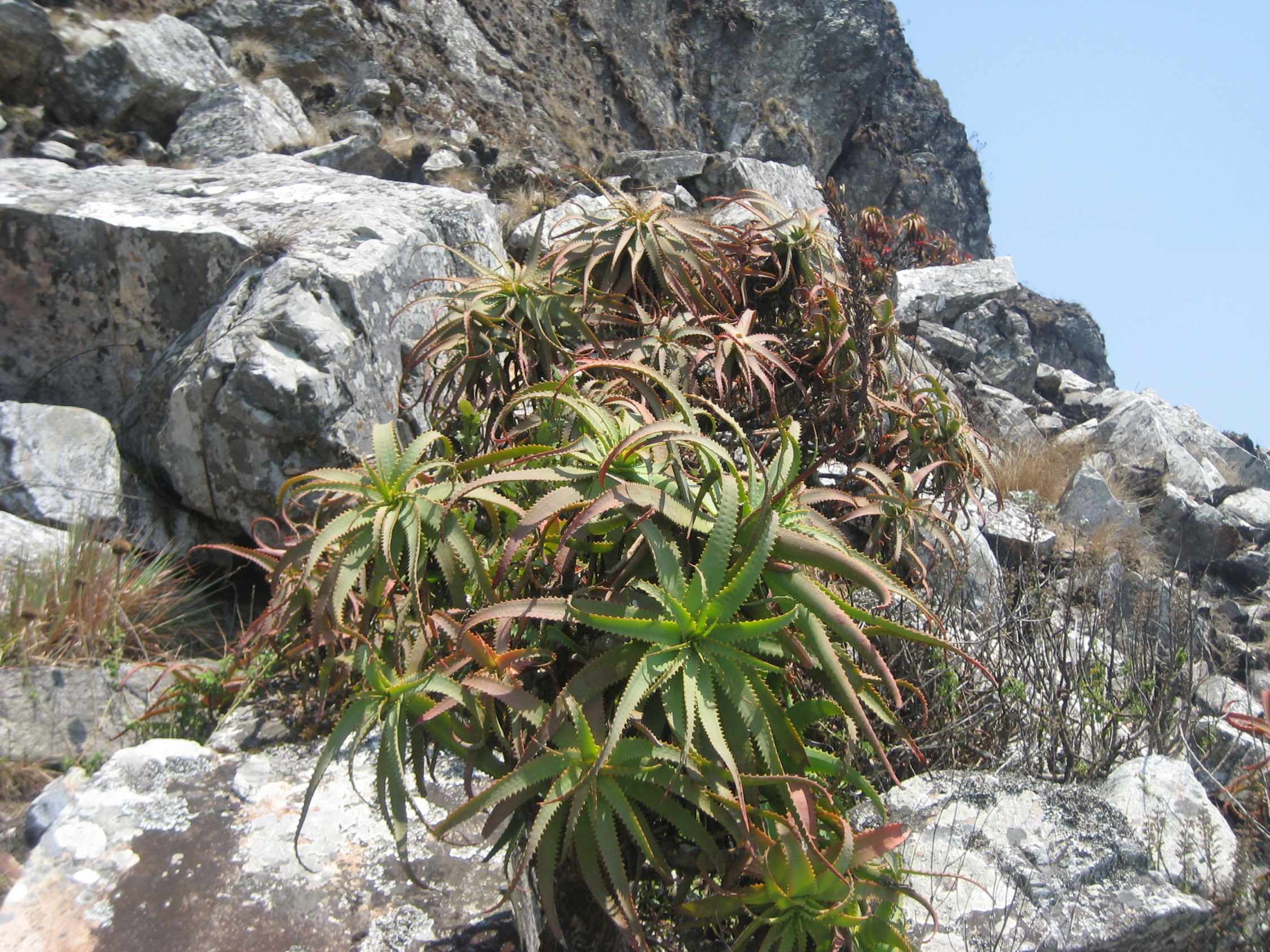
Aloe en Chimanimani

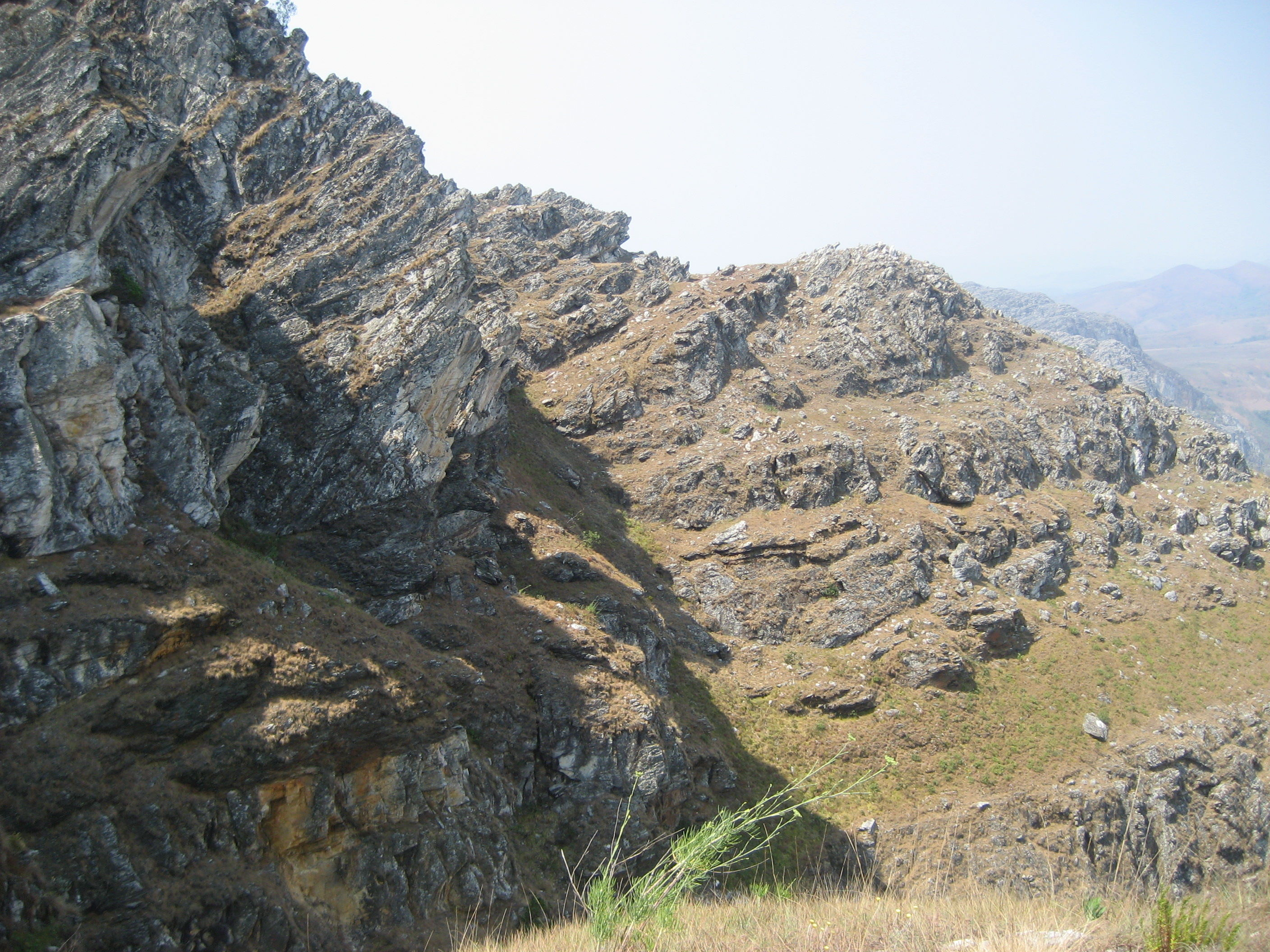
Chimanimani

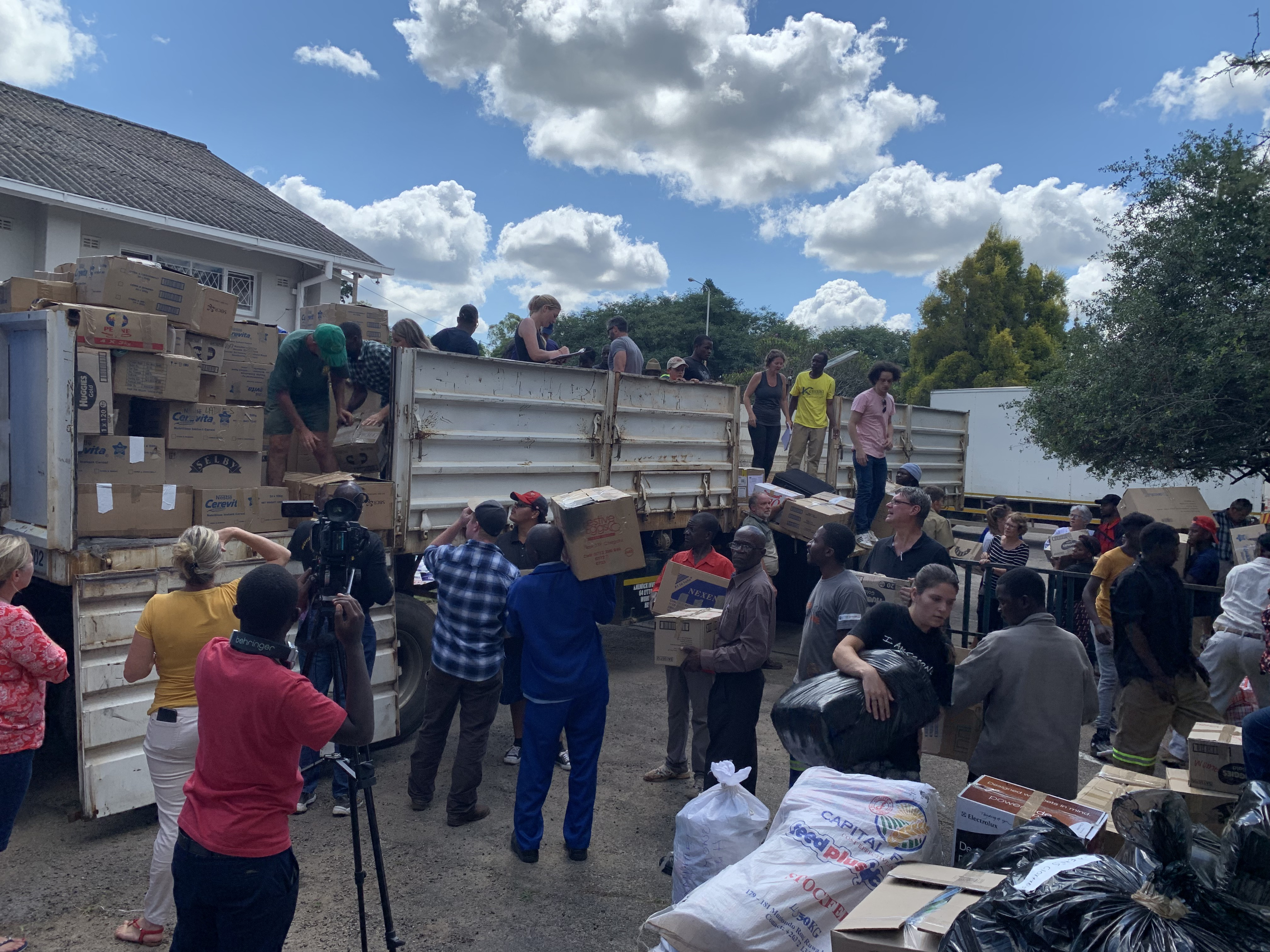
Voluntarios repartiendo ayuda tras los efectos del ciclón Idai en Chimanimani en 2019

Las montañas Chimanimani forman una cordillera  en la frontera de Zimbabue y Mozambique. Las montañas se encuentran en la porción del sur de las Tierras Altas Orientales, o Tierras Altas de Manica, un cinturón de tierras altas que extiende del norte y del sur a lo largo de la frontera entre los dos países, entre los ríos Zambeze y Save.
Las montañas Chimanimani incluyen el monte Binga (2.436 m), la cumbre más alta en Mozambique y la segunda más alta en Zimbabue. Las montañas albergan bosques, sabanas, praderas, de montaña y brezales. El Parque nacional de Chimanimani en Mozambique y la adyacente Reserva nacional de Chimanimani protegen parte de la cordillera. Estos dos parques, junto con una amplia zona colchón, forman el Área de Conservación Transfronteriza de Chimanimani.

## Historia
El grupo étnico ndau ha vivido en el área alrededor de las montañas Chimanimani durante siglos. A principios del siglo XIX, gentes que hablaban lenguas nguni abandonaron lo que hoy es Sudáfrica para establecerse en el valle del río Save. El líder Nguni Soshangane fundó el Imperio de Gaza, que subyugó el área desde el río Limpopo hasta el Zambeze, incluida la población local ndau. A fines del siglo XIX, el Imperio de Gaza entró en conflicto con los imperios coloniales europeos: los británicos se expandieron hacia el norte desde Sudáfrica y los portugueses se expandieron desde la costa de Mozambique hacia el interior. 
El Tratado anglo-portugués de 1891 fijó la frontera entre las posesiones coloniales del Reino Unido y Portugal en el sur y este de África, y dividió las montañas Chimanimani entre la colonia británica de Rodesia del Sur y la colonia portuguesa de Mozambique. Las diferentes interpretaciones del lenguaje del tratado por parte de los gobiernos del Reino Unido y Portugal revivieron la disputa fronteriza, y Paul Honoré Vigliani, asistente del rey de Italia, arbitró el arreglo de la frontera entre los ríos Zambeze y Save. El arbitraje se completó el 30 de enero de 1897, estableciendo la frontera internacional que se ha mantenido hasta la actualidad. El nuevo límite dividió a las comunidades Ndau que viven a ambos lados de él. 
El gobierno de Rodesia del Sur estableció el parque nacional Chimanimani en 1949, con un área original de 82 km². Posteriormente, el parque se amplió a 155 km². En 1953, el gobierno colonial de Mozambique dio a conocer las reservas forestales de Maronga, Zomba y Moribane en la ladera sureste de las montañas. Ambos gobiernos coloniales también expandieron la tala y la agricultura durante las décadas de 1940 y 1950. El departamento forestal de Rhodesia del Sur y las empresas privadas crearon extensas plantaciones de pino, acacia y eucalipto en las montañas y valles al oeste del límite del Parque nacional. El gobierno colonial de Mozambique estableció aserraderos y concesiones madereras en los bosques de menor elevación y densos bosques al sureste de las montañas.
Mozambique se independizó de Portugal en 1975, pero sufrió una guerra civil de 1977 a 1992. Rhodesia del Sur declaró su independencia como Rhodesia bajo un gobierno exclusivo de minoría blanca en 1965. La guerra civil de Rodesia, o la Guerra de la Independencia de Zimbabue, duró de 1964 a 1979. Durante la guerra, los guerrilleros que se desplazaban entre Zimbabue y sus campamentos en Mozambique utilizaban con frecuencia los pasos de montaña en el área de Chimanimani, y las guerrillas colocaron minas terrestres a lo largo de las carreteras locales para perturbar la economía local. Los pasos fueron fuertemente minados por las fuerzas del gobierno de Rodesia para evitar movimientos de guerrilla. En 1980 se llegó a un acuerdo que dio a la mayoría negra del país una participación política total, y el país pasó a llamarse Zimbabue. Décadas más tarde, las minas terrestres siguen siendo un peligro en el área, particularmente después de las fuertes lluvias. 
En 2003, el gobierno de Mozambique creó la Reserva Nacional de Chimanimani, con un área de 640,6 km² que abarca las altas montañas del lado mozambiqueño.

## Geografía
Gran parte de la cordillera está compuesta de sierras de cuarcita que discurren de norte a sur, con el monte Binga (2436 m) como el punto más alto. Otras cumbres son el monte Peza (2152 m), el monte Dombe (2188 m), y Mawenje o Torres de Turret (2362 m) en Zimbabue, y el monte Nhamadimo (2144 m) en Mozambique. Las montañas están drenadas por afluentes del río Buzi, que incluyen el Rusitu (llamado Lucite en Mozambique) y el Mussapa.
Las montañas se hallan en el distrito de Chimanimani, en la provincia de Manicaland, en Zimbabue, y en el distrito de Sussundenga, en la provincia de Manica, en Mozambique.
Las montañas se alzan sobre la llanura mozambiqueña, y la cara oriental intercepta los vientos del océano Índico, dando lugar a precipitación orográfica. En la zona más húmeda apenas hay diferencia entre las estaciones. Las pendientes occidentales, en Zimbabue, se encuentran en la zona de sombra de la lluvia, y generalmente son más secas. En las estaciones meteorológicas de Zimbabue de Chimanimani y Chisengu se registraron 1074 mm y 1406 mm, respectivamente.
La temporada de lluvias de verano se extiende desde noviembre hasta finales de marzo o abril. Por encima de los 1500 metros de altura, la lluvia puede caer en cualquier época del año, y las neblinas frecuentes y los días nublados durante la estación seca reducen el estrés en las plantas.
Las temperatura medias de 22 °C en el sudeste desienden a menos de 18 °C en las zonas más altas. Las heladas ocurren encima 1500 metros.

## Ecología
Por encima de los 1000 metros, el paisaje forma parte del ecosistema de las Tierras Altas Orientales de Zimbabue.

### Comunidades montanas de plantas
Las comunidades de plantas montanas (generalmente por encima de los 1000 metros de altitud) incluyen pastizales, matorrales (matorrales), bosques y vegetación litofítica. Las comunidades de plantas montanas de Chimanimani pertenecen a la región afromontana y comparten muchas especies con otras regiones montañosas de gran altitud dispersas desde Sudáfrica hasta Etiopía. 70 especies de plantas montanas son endémicas de las montañas Chimanimani.

#### Praderas
Los pastizales son la vegetación más extendida, sobre todo en terrenos planos y ondulados. Los hay de tres tipos principales por el tipo de suelo: de cuarcita, de esquisto y húmedos o hidromórficos.  
Sobre suelos cuarcíticos, los pastizales generalmente crecen bajos, con pastos copetudos. Las hierbas comunes son Loudetia simplex, Sporobolus festivus, Panicum brazzavillense, Elionurus muticus, Monocymbium ceresiiforme, Panicum ecklonii, Rhytachne rottboellioides y Trachypogon spicatus . Los pastizales de cuarcita cubren un área de 50 a 100 km². 
Los pastizales de esquisto crecen en suelos derivados del esquisto, que generalmente son de color rojo y más profundos y ricos en nutrientes que los suelos derivados de cuarcitas. Los pastizales de esquisto crecen más altos y más densos, con Themeda triandra como pasto dominante, junto con los pastos Loudetia simplex, Tristachya hispida, Monocymbium ceresiiforme y la juncia Bulbostylis contexta . Los arbustos Protea caffra subsp. gazensis, Indigofera cecilii y Morella chimanimaniana y el helecho Pteridium aquilinum también son típicos. Los pastizales de esquisto cubren un área de aproximadamente 150 km². 

#### Matorrales
Los matorrales crecen en pendientes más empinadas y son de dos tipos principales, ericáceos y proteáceos. 
El matorral ericáceo se encuentra en suelos derivados de la cuartita por encima de los 1200 metros de altura. Se caracteriza por arbustos de la familia de los brezos Ericaceae, incluidos Erica hexandra, Philippia simii, Erica pleiotricha, Erica johnstonii y Erica lanceolifera . El matorral ericáceo incluye muchas otras especies, incluidas muchas de las especies endémicas de las tierras altas orientales y las montañas Chimanimani. 
El matorral proteáceo se encuentra en suelos derivados del esquisto entre 1100 y 1800 metros de altura, intercalados con pastizales de esquisto. Los arbustos dominantes son de la familia de las protea (Proteaceae), incluida Protea caffra, [[Protea welwitschii|P. welwitschii]], P. wentzeliana y Leucospermum saxosum, junto con arbustos, hierbas y pastos más pequeños. 
Otros tipos de matorrales son el matorral esclerófilo mixto, que contiene una mezcla de especies ericáceas y proteáceas, y el matorral de helecho, caracterizado por el helecho Pteridium aquilinum, junto con arbustos y pastos altos. El matorral de helechos se encuentra en suelos más ricos cerca de parcelas de bosque. 

#### Bosque de miombo
Las montañas albergan tres tipos de bosques de miombo . Los árboles tienen generalmente de 4 a 8 metros de altura, con una cobertura de dosel del 20 al 60%, con pastos y helechos que cubren el suelo. 
El bosque de Mzhenje (Uapaca kirkiana) se encuentra en las laderas orientadas al este por debajo de los 1200 metros de altitud, típicamente en suelos derivados del esquisto. Mzhenge está acompañado por los árboles Brachystegia utilis, Pterocarpus angolensis y Pericopsis angolensis en elevaciones más bajas. 
El bosque de Msasa (Brachystegia spiciformis) también se encuentra en suelos de esquisto. Los árboles tienden a crecer bajos (de 2 a 4 metros de altura) y muy dispersos en las elevaciones más altas. En elevaciones más bajas, los árboles crecen más cercanos, y Uapaca kirkiana y Faurea saligna acompañan a msasa. 
El bosque de Brachystegia tamarindoides subsp. microphylla crece en afloramientos de cuarcita y laderas rocosas. Los árboles son bajos y están cubiertos con liquen de Usnea.

#### Bosque montano
Los bosques montanos se encuentran en parches dispersos, generalmente en áreas protegidas con acceso a la humedad durante todo el año. Los retazos pequeños de 1 a 5 hectáreas son los más comunes, con zonas de hasta 30 km en algunos lugares. El bosquete más grande descubierto por Timberlake et al. es de 240 hectáreas, en una ladera orientada al oeste sobre el río Nyahedzi.
Los árboles forman un dosel cerrado de 10 a 15 metros de altura. Las lianas y las epífitas son comunes en el dosel, y las plantas del sotobosque son principalmente helechos y musgos. Los árboles más comunes incluyen Schefflera umbellifera, Ilex mitis, Macaranga mellifera, Maesa lanceolata, Morella pilulifera, Podocarpus milanjianus y Syzygium cordatum, y Widdringtonia nodiflora en segmentos más secos. 
Un tipo de bosque de transición se puede encontrar en los bordes de los rodales y a lo largo de arroyos y barrancos en áreas de pastizales y matorrales, e incluye una mezcla de especies de bosques y arbustos ericáceos, junto con pastos y helechos. Incluyen grandes arbustos y árboles pequeños como Philippia mannii, Englerophytum magalismontanum, Rapanea melanophloeos y Myrsine africana. Lo rodales de arbustoa más grandes, parecidos a la flor del paraíso Strelitzia caudata y el helecho arborescente Cyathea capensis crecen en lugares protegidos junto a los arroyos rodeados de vegetación más abierta. 